# Jesse Marsch
Jesse Marsch (Racine, 8 novembre 1973) è un allenatore di calcio ed ex calciatore statunitense, di ruolo centrocampista, attuale commissario tecnico della nazionale canadese.

## Carriera

### Giocatore

#### Club
Esordisce in MLS nel 1996 con la maglia del D.C. United. Dopo una stagione, si trasferisce al Chicago Fire, con cui gioca fino al 2005, collezionando 200 presenze. Nel 2006 passa al Chivas USA, dove trascorre le ultime tre stagioni della sua carriera.

#### Nazionale
Tra il 2001 e il 2007, colleziona due presenze nella nazionale statunitense.

### Allenatore

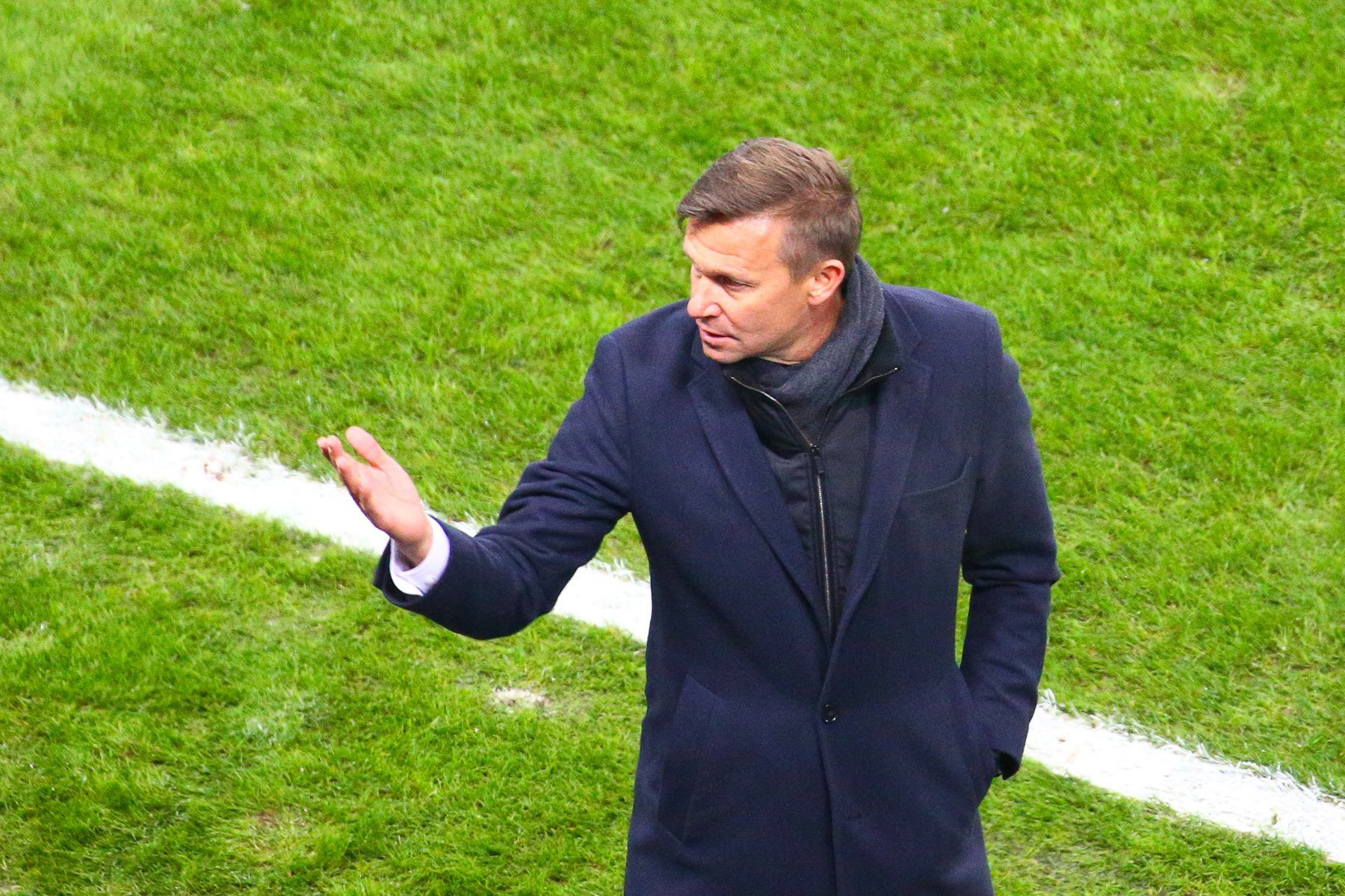
Marsch al nel 2020.

Inizia la carriera da allenatore nel 2010, come assistente di Bob Bradley nello staff tecnico della nazionale statunitense. Dal 2011 al 2012 allena il Montréal Impact, club della MLS. Dopo un'esperienza come vice dei Princeton Tigers, nel 2015 viene ingaggiato come tecnico dei N.Y. Red Bulls, tornando ad allenare in MLS.
Dopo tre anni, entra a far parte dello staff tecnico del RB Lipsia, squadra della Bundesliga, come vice.
Nel 2019 viene scelto come allenatore del Salisburgo, club militante nella Bundesliga austriaca, con cui in due stagioni vince due campionati e due coppe nazionali.
Il 29 aprile 2021 viene annunciato come nuovo tecnico del RB Lipsia a partire dalla stagione 2021-2022, in sostituzione di Julian Nagelsmann. Tuttavia, a seguito di un avvio di stagione complicato, il 5 dicembre viene esonerato con la squadra all'11º posto in classifica.
Il 28 febbraio 2022 viene ingaggiato dal Leeds Utd con contratto triennale. Nel 2022-2023 conduce la squadra alla salvezza in Premier League grazie al diciassettesimo posto. Il 6 febbraio 2023, dopo risultati negativi e con la squadra al diciassettesimo posto, poco sopra la zona retrocessione, la società decide di esonerarlo insieme al suo staff.
Il 13 maggio 2024 assume la guida della nazionale canadese, diventando il primo statunitense ad allenare il Canada. In Coppa America 2024 viene eliminato in semifinale dall'Argentina poi vincitrice della competizione e perde la finale per il terzo posto contro l'Uruguay, chiudendo con la quarta piazza. Nella Gold Cup 2025 viene eliminato dal Guatemala ai tiri di rigore ai quarti di finale.

## Statistiche

### Cronologia presenze e reti in nazionale
| Cronologia completa delle presenze e delle reti in nazionale ― Stati Uniti | Cronologia completa delle presenze e delle reti in nazionale ― Stati Uniti | Cronologia completa delle presenze e delle reti in nazionale ― Stati Uniti | Cronologia completa delle presenze e delle reti in nazionale ― Stati Uniti | Cronologia completa delle presenze e delle reti in nazionale ― Stati Uniti | Cronologia completa delle presenze e delle reti in nazionale ― Stati Uniti | Cronologia completa delle presenze e delle reti in nazionale ― Stati Uniti | Cronologia completa delle presenze e delle reti in nazionale ― Stati Uniti |
| Data                                                                       | Città                                                                      | In casa                                                                    | Risultato                                                                  | Ospiti                                                                     | Competizione                                                               | Reti                                                                       | Note                                                                       |
| -------------------------------------------------------------------------- | -------------------------------------------------------------------------- | -------------------------------------------------------------------------- | -------------------------------------------------------------------------- | -------------------------------------------------------------------------- | -------------------------------------------------------------------------- | -------------------------------------------------------------------------- | -------------------------------------------------------------------------- |
| 11-11-2001                                                                 | Port of Spain                                                              | Trinidad e Tobago                                                          | 0 – 0                                                                      | Stati Uniti                                                                | Qual. Mondiali 2002                                                        | -                                                                          | 82’                                                                        |
| 3-6-2007                                                                   | San Jose                                                                   | Stati Uniti                                                                | 4 – 1                                                                      | Cina                                                                       | Amichevole                                                                 | -                                                                          | 80’                                                                        |
| Totale                                                                     |                                                                            | Presenze                                                                   | 2                                                                          |                                                                            | Reti                                                                       | 0                                                                          |                                                                            |

### Statistiche da allenatore
Statistiche aggiornate al 5 febbraio 2023. In grassetto le competizioni vinte.
| Stagione              | Squadra               | Campionato            | Campionato | Campionato | Campionato | Campionato | Coppe nazionali | Coppe nazionali | Coppe nazionali | Coppe nazionali | Coppe nazionali | Coppe continentali | Coppe continentali | Coppe continentali | Coppe continentali | Coppe continentali | Altre coppe | Altre coppe | Altre coppe | Altre coppe | Altre coppe | Totale | Totale | Totale | Totale | % Vittorie | Piazzamento |
| Stagione              | Squadra               | Comp                  | G          | V          | N          | P          | Comp            | G               | V               | N               | P               | Comp               | G                  | V                  | N                  | P                  | Comp        | G           | V           | N           | P           | G      | V      | N      | P      | %          | Piazzamento |
| --------------------- | --------------------- | --------------------- | ---------- | ---------- | ---------- | ---------- | --------------- | --------------- | --------------- | --------------- | --------------- | ------------------ | ------------------ | ------------------ | ------------------ | ------------------ | ----------- | ----------- | ----------- | ----------- | ----------- | ------ | ------ | ------ | ------ | ---------- | ----------- |
| 2012                  | Montréal Impact       | MLS                   | 34         | 12         | 6          | 16         | CC              | 2               | 0               | 1               | 1               | -                  | -                  | -                  | -                  | -                  | -           | -           | -           | -           | -           | 36     | 12     | 7      | 17     | 33,33      | 12º         |
| 2015                  | N.Y. Red Bulls        | MLS                   | 34+4       | 18+3       | 10+0       | 6+1        | USOC            | 3               | 2               | 0               | 1               | -                  | -                  | -                  | -                  | -                  | -           | -           | -           | -           | -           | 41     | 23     | 10     | 8      | 56,10      | 1º          |
| 2016                  | N.Y. Red Bulls        | MLS                   | 34+2       | 16+0       | 9+0        | 9+2        | USOC            | 2               | 1               | 0               | 1               | -                  | -                  | -                  | -                  | -                  | -           | -           | -           | -           | -           | 38     | 17     | 9      | 12     | 44,74      | 3º          |
| 2017                  | N.Y. Red Bulls        | MLS                   | 34+3       | 14+2       | 12+0       | 8+1        | USOC            | 5               | 4               | 0               | 1               | CCL                | 6                  | 2                  | 3                  | 1                  | -           | -           | -           | -           | -           | 48     | 22     | 15     | 11     | 45,83      | 9º          |
| gen.-lug. 2018        | N.Y. Red Bulls        | MLS                   | 16         | 10         | 2          | 4          | USOC            | 2               | 1               | 0               | 1               | CCL                | 6                  | 3                  | 2                  | 1                  | -           | -           | -           | -           | -           | 24     | 14     | 4      | 6      | 58,33      | Resc. cons. |
| Totale N.Y. Red Bulls | Totale N.Y. Red Bulls | Totale N.Y. Red Bulls | 118+9      | 58+5       | 33+0       | 27+4       |                 | 12              | 8               | 0               | 4               |                    | 12                 | 5                  | 5                  | 2                  |             | -           | -           | -           | -           | 151    | 76     | 38     | 37     | 50,33      |             |
| 2019-2020             | Salisburgo            | BL                    | 32         | 22         | 8          | 2          | CA              | 6               | 5               | 1               | 0               | UCL+UEL            | 6+2                | 2+0                | 1+1                | 3+1                | -           | -           | -           | -           | -           | 46     | 29     | 11     | 6      | 63,04      | 1°          |
| 2020-2021             | Salisburgo            | BL                    | 32         | 25         | 2          | 5          | CA              | 6               | 6               | 0               | 0               | UCL                | 8                  | 3                  | 1                  | 4                  | -           | -           | -           | -           | -           | 46     | 34     | 3      | 9      | 73,91      | 1°          |
| Totale Salisburgo     | Totale Salisburgo     | Totale Salisburgo     | 64         | 47         | 10         | 7          |                 | 12              | 11              | 1               | 0               |                    | 16                 | 5                  | 3                  | 8                  |             | -           | -           | -           | -           | 92     | 63     | 14     | 15     | 68,48      |             |
| lug.-dic. 2021        | RB Lipsia             | BL                    | 14         | 5          | 3          | 6          | CG              | 2               | 2               | 0               | 0               | UCL                | 5                  | 1                  | 1                  | 3                  | -           | -           | -           | -           | -           | 21     | 8      | 4      | 9      | 38,10      | Eson.       |
| feb.-giu. 2022        | Leeds Utd             | PL                    | 12         | 4          | 3          | 5          | -               | -               | -               | -               | -               | -                  | -                  | -                  | -                  | -                  | -           | -           | -           | -           | -           | 12     | 4      | 3      | 5      | 33,33      | Sub. 17°    |
| 2022-feb. 2023        | Leeds Utd             | PL                    | 20         | 4          | 6          | 10         | FACup+CdL       | 3+2             | 2+1             | 1+0             | 0+1             | -                  | -                  | -                  | -                  | -                  | -           | -           | -           | -           | -           | 25     | 7      | 7      | 11     | 28,00      | Eson.       |
| Totale Leeds Utd      | Totale Leeds Utd      | Totale Leeds Utd      | 32         | 8          | 9          | 15         |                 | 5               | 3               | 1               | 1               |                    | -                  | -                  | -                  | -                  |             | -           | -           | -           | -           | 37     | 11     | 10     | 16     | 29,73      |             |
| Totale carriera       | Totale carriera       | Totale carriera       | 271        | 135        | 61         | 75         |                 | 33              | 24              | 3               | 6               |                    | 33                 | 11                 | 9                  | 13                 |             | -           | -           | -           | -           | 337    | 170    | 73     | 94     | 50,45      |             |

#### Nazionale canadese
Statistiche aggiornate al 1º luglio 2024.
| Squadra | Naz               | dal            | al        | Record | Record | Record | Record     | Record | Record | Record | Record |
| G       | V                 | N              | P         | GF     | GS     | DR     | % Vittorie |        |        |        |        |
| ------- | ----------------- | -------------- | --------- | ------ | ------ | ------ | ---------- | ------ | ------ | ------ | ------ |
| Canada  | Canada (bandiera) | 13 maggio 2024 | in carica | 21     | 9      | 8      | 4          | 28     | 20     | +8     | 42,86  |

#### Nazionale canadese nel dettaglio
| giu.-lug. 2024 | Canada        | Copa América 2024                 | 4°               | 6  | 1 | 3 | 2 | 16,67 | 4  | 7  | -3 |
| 2024           | Canada        | CONCACAF Nations League 2024-2025 | 3°               | 4  | 3 | 0 | 1 | 75,00 | 6  | 3  | +3 |
| giu.-lug. 2025 | Canada        | CONCACAF Gold Cup 2025            | Quarti di finale | 4  | 2 | 2 | 0 | 50,00 | 10 | 2  | +8 |
| Dal 2024       | Canada        | Amichevoli                        |                  | 7  | 3 | 3 | 1 | 42,86 | 8  | 8  | 0  |
| Totale Canada  | Totale Canada | Totale Canada                     | Totale Canada    | 21 | 9 | 8 | 4 | 42,86 | 28 | 20 | +8 |

#### Panchine da commissario tecnico della nazionale canadese
| Cronologia completa delle presenze e delle reti in nazionale ― Canada | Cronologia completa delle presenze e delle reti in nazionale ― Canada | Cronologia completa delle presenze e delle reti in nazionale ― Canada | Cronologia completa delle presenze e delle reti in nazionale ― Canada | Cronologia completa delle presenze e delle reti in nazionale ― Canada | Cronologia completa delle presenze e delle reti in nazionale ― Canada | Cronologia completa delle presenze e delle reti in nazionale ― Canada        | Cronologia completa delle presenze e delle reti in nazionale ― Canada |
| Data                                                                  | Città                                                                 | In casa                                                               | Risultato                                                             | Ospiti                                                                | Competizione                                                          | Reti                                                                         | Note                                                                  |
| --------------------------------------------------------------------- | --------------------------------------------------------------------- | --------------------------------------------------------------------- | --------------------------------------------------------------------- | --------------------------------------------------------------------- | --------------------------------------------------------------------- | ---------------------------------------------------------------------------- | --------------------------------------------------------------------- |
| 6-6-2024                                                              | Rotterdam                                                             | Paesi Bassi                                                           | 4 – 0                                                                 | Canada                                                                | Amichevole                                                            | -                                                                            | Cap: A. Davies                                                        |
| 9-6-2024                                                              | Bordeaux                                                              | Francia                                                               | 0 – 0                                                                 | Canada                                                                | Amichevole                                                            | -                                                                            | Cap: S. Eustaquio                                                     |
| 20-6-2024                                                             | Atlanta                                                               | Argentina                                                             | 2 – 0                                                                 | Canada                                                                | Coppa America 2024 - 1º turno                                         | -                                                                            | Cap: A. Davies                                                        |
| 25-6-2024                                                             | Kansas City                                                           | Perù                                                                  | 0 – 1                                                                 | Canada                                                                | Coppa America 2024 - 1º turno                                         | Jonathan David                                                               | Cap: A. Davies                                                        |
| 29-6-2024                                                             | Orlando                                                               | Canada                                                                | 0 – 0                                                                 | Cile                                                                  | Coppa America 2024 - 1º turno                                         | -                                                                            | Cap: A. Davies                                                        |
| 5-7-2024                                                              | Arlington                                                             | Venezuela                                                             | 1 – 1 dts (3 – 4 dtr)                                                 | Canada                                                                | Coppa America 2024 - Quarti di finale                                 | Jacob Shaffelburg                                                            | Cap: A. Davies                                                        |
| 9-7-2024                                                              | East Rutherford                                                       | Argentina                                                             | 2 – 0                                                                 | Canada                                                                | Coppa America 2024 - Semifinale                                       | -                                                                            | Cap: A. Davies                                                        |
| 13-7-2024                                                             | Charlotte                                                             | Canada                                                                | 2 – 2 dts (3 – 4 dtr)                                                 | Uruguay                                                               | Coppa America 2024 - Finale 3º posto                                  | Ismaël Koné Jonathan David                                                   | Cap: R. Laryea                                                        |
| 7-9-2024                                                              | Kansas City                                                           | Stati Uniti                                                           | 1 – 2                                                                 | Canada                                                                | Amichevole                                                            | Jacob Shaffelburg Jonathan David                                             | Cap: A. Davies                                                        |
| 11-9-2024                                                             | Arlington                                                             | Canada                                                                | 0 – 0                                                                 | Messico                                                               | Amichevole                                                            | -                                                                            | Cap: A. Davies                                                        |
| 16-10-2024                                                            | Toronto                                                               | Canada                                                                | 2 – 1                                                                 | Panama                                                                | Amichevole                                                            | Cyle Larin Jonathan David                                                    | Cap: A. Davies                                                        |
| 16-11-2024                                                            | Paramaribo                                                            | Suriname                                                              | 0 – 1                                                                 | Canada                                                                | CONCACAF Nations League 2024-2025 - Quarti di finale                  | Junior Hoilett                                                               | Cap: S. Eustaquio                                                     |
| 20-11-2024                                                            | Toronto                                                               | Canada                                                                | 3 – 0                                                                 | Suriname                                                              | CONCACAF Nations League 2024-2025 - Quarti di finale                  | Jonathan David 2 Jacob Shaffelburg                                           | Cap: S. Eustaquio                                                     |
| 21-3-2025                                                             | Inglewood                                                             | Canada                                                                | 0 – 2                                                                 | Messico                                                               | CONCACAF Nations League 2024-2025 - Semifinale                        | -                                                                            | Cap: A. Davies                                                        |
| 23-3-2025                                                             | Inglewood                                                             | Canada                                                                | 2 – 1                                                                 | Stati Uniti                                                           | CONCACAF Nations League 2024-2025 - Finale 3°-4°posto                 | Tani Oluwaseyi Jonathan David                                                | Cap: A. Davies                                                        |
| 7-6-2025                                                              | Toronto                                                               | Canada                                                                | 4 – 2                                                                 | Ucraina                                                               | Amichevole                                                            | 2 Jonathan David Promise David Tajon Buchanan                                | Cap: S. Eustaquio                                                     |
| 11-6-2025                                                             | Toronto                                                               | Canada                                                                | 0 – 0 (4 - 5 dtr)                                                     | Costa d'Avorio                                                        | Amichevole                                                            | -                                                                            | Cap: C.Larin                                                          |
| 18-6-2025                                                             | Vancouver                                                             | Canada                                                                | 6 – 0                                                                 | Honduras                                                              | Gold Cup 2025 - 1°turno                                               | Niko Sigur Tani Oluwaseyi 2 Tajon Buchanan Promise David Nathan-Dylan Saliba | Cap: J.David                                                          |
| 22-6-2025                                                             | Houston                                                               | Curaçao                                                               | 1 – 1                                                                 | Canada                                                                | Gold Cup 2025 - 1°turno                                               | Nathan-Dylan Saliba                                                          | Cap: J.David                                                          |
| 25-6-2025                                                             | Houston                                                               | Canada                                                                | 2 – 0                                                                 | El Salvador                                                           | Gold Cup 2025 - 1°turno                                               | Jonathan David Tajon Buchanan                                                | Cap: J.David                                                          |
| 29-6-2025                                                             | Minneapolis                                                           | Canada                                                                | 1 – 1 (5 - 6 dtr)                                                     | Guatemala                                                             | Gold Cup 2025 - Quarti di finale                                      | Jonathan David (rig.)                                                        | Cap: J.David                                                          |
| Totale                                                                |                                                                       | Presenze                                                              | 21                                                                    |                                                                       | Reti                                                                  | 28                                                                           |                                                                       |

## Palmarès

### Giocatore
- U.S. Open Cup: 4

D.C United: 1996
Chicago Fire: 1998, 2000, 2003
- Campionato MLS: 3

D.C United: 1996, 1997
Chicago Fire: 1998
- MLS Supporters' Shield: 2

D.C United: 1997
Chicago Fire: 2003

### Allenatore

#### Club
- MLS Supporters' Shield: 1

N.Y. Red Bulls: 2015
- Campionato austriaco: 2

Salisburgo: 2019-2020, 2020-2021
- Coppa d'Austria: 2

Salisburgo: 2019-2020, 2020-2021

#### Individuale
- Allenatore dell'anno della MLS: 1

2015